# Colonas
Colonas en griego antiguo: Κολωναί, romanizado: Kolōnaí, hai Kolōnai); en griego: Κολωνές, romanizado: Kolonés) fue una antigua ciudad griega, perteneciente a la Tróade, antigua región enclavada en el noroeste de la actual Turquía. Estaba situada al sureste de dicha región, frente a la isla de Ténedos y perteneció en época indeterminada al territorio continental de esta isla. Un pasaje corrupto de la Geografía de Estrabón sugiere esta pertenencia a la perea de Ténedos, pero actualmente existe consenso sobre que los manuscritos deben referirse a que pertenecía a la perea de Lesbos. Distaba 140 estadios de Ilión según los datos que aporta el geógrafo griego Estrabón. Estaba emplazada en una colina en la costa actual de Beşik Tepe, casi equidistante de Larisa (al sur) y Alejandría de Tróade (al norte). Es la actual Beşik Tepe y está a 3,3 km al este de la moderna localidad de Alemşah en el distrito de Ezine de la provincia turca de Çanakkale.
Su nombre en griego antiguo es la forma plural de κολώνη (kolōnē), 'colina, montículo', un nombre común para los promontorios con colinas sobre ellos en el Mediterráneo oriental. No hay que confundirla con Colonas 'Lampsacene', un asentamiento situado en las colinas sobre Lámpsaco, en el noreste de la Tróade. Colonas Lampsacena estaba más cercana, c. 200 km versus c. 290 km. Simon Hornblower, comentarista de Tucídides afirma que su cercanía con Larisa es significativa
En ella había un santuario de Apolo Cileo, cuya fundación se atribuye a emigrantes eolios.
Colonas, Hamaxito y Larisa fueron absorbidas por el sinecismo creado por Antígono I Monóftalmos hacia el año 310 a. C.
Según la mitología griega, Cicno, hijo de Poseidón, fue rey de Colonas. La ciudad también figura entre las que fueron saqueadas por Aquiles durante la guerra de Troya.
Las referencias a Colonas en las fuentes escritas de la Antigüedad clásica son escasas: Cornelio Nepote, Pausanias 3.3, Themistoclis Epistulae 14 y en Tucídides. Cuando Pausanias, el general espartano vencedor de la batalla de Platea (479 a. C.), fue acusado de traición y depuesto por los éforos, huyó al Helesponto; tras verse forzado a partir de Bizancio, que estaba siendo asediada por los atenienses, se estableció en Colonas; desde allí intrigaría con los persas contra Esparta.
Para escapar al control que la ciudad lesbia de Mitilene ejercía sobre ella, se adhirió a la Confederación de Delos en 427 a. C. En 425/424 a. C. contribuía a esta con un phoros (tributo) de 1000 dracmas, relativamente poco comparado con el pago anual de su vecina Larisa, que ascendía a 3 talentos Colonas ya no figura en la siguiente lista de tributos correspondiente a 422/421 a. C.
Colonas, Larisa y Hamaxito fueron entregadas por Mania, la viuda del sátrapa dardanio Zenis, a Farnabazo II. En 398 a. C., el general espartano Dercílidas, fue el comandante en jefe del ejército espartano que emprendió una expedición contra las ciudades de la Tróade. Al primer asalto conquistó Colonas, Hamaxito y Larisa. También tomó Ilión, Cebrene y el resto de las polis de la Tróade.

## Daes el coloneo
Estrabón dice que, según Daes el coloneo (Δάης ὁ Κολωναεύς), los eolios que emigraron desde Grecia continental construyeron un santuario de Apolo Cileo en Colonas. El culto a dicha advocación de Apolo era propio del sur de Tróade y de Lesbos. Homero es el primero que menciona este culto. Estrabón enumera una serie de cultos, ríos y lugares conocidos como Cila o Cileo en esta región. Este escritor no es mencionado por ninguna otra fuente antigua. Se trata pues de un oscuro cronista local, cuyo floruit es probable que tuviera lugar en el siglo IV a. C., en la época que se produjo el sinecismo con Alejadría de Tróade citado supra La referencia a la fundación del santuario por los eolios está emparentada con que los coloneos se consideraran a sí mismos de etnia eolia, manifestación que recoge Daes en su historia de esta polis. Esta identidad eolia está confirmada de forma independiente por las leyendas de las monedas, que fueron escritas en dialecto eólico.

## Vestigios arqueológicos y fundación
La cerámica hallada sugiere que estuvo habitada en tiempos prehistócos, pero se desconoce si existió continuidad entre este período del asentamiento y el de la Grecia clásica. Los materiales cerámicos del yacimiento arqueológico datan del siglo VII a. C., marcando su fundación como asentamiento griego. En la época en que Daes el coloneo escribió (probablemente el siglo IV a. C.), los coloneos pensaban que su ciudad había sido fundada por eolios llegados del otro lado del mar Egeo. Teniendo en cuenta que Lesbos también era étnicamente eolia y Colonas fue una de las ciudades llamadas acteas y que Atenas la tomó a partir del final de la Revuelta de Mitilene, en 427 a. C, es probable que Mitilene fundara Colonas y posteriormente la controlara.
Durante el siglo IV a. C. acuñó monedas con la cabeza de Atenea en el anverso. Su relación con Larisa no está clara en el trascurso del periodo clásico, no obstante parece ser que fue semiindependiente.